# Сомранс
Сомра́нс (фр. Sommerance) — коммуна во Франции, находится в регионе Шампань — Арденны. Департамент коммуны — Арденны. Входит в состав кантона Гранпре. Округ коммуны — Вузье.
Код INSEE коммуны — 08425.
Коммуна расположена приблизительно в 200 км к востоку от Парижа, в 65 км северо-восточнее Шалон-ан-Шампани, в 55 км к югу от Шарлевиль-Мезьера.

## Население
Население коммуны на 2008 год составляло 47 человек.
| 1962 | 1968 | 1975 | 1982 | 1990 | 1999 | 2008 |
| ---- | ---- | ---- | ---- | ---- | ---- | ---- |
| 64   | 78   | 56   | 58   | 65   | 52   | 47   |

## Экономика
В 2007 году среди 35 человек в трудоспособном возрасте (15—64 лет) 27 были экономически активными, 8 — неактивными (показатель активности — 77,1 %, в 1999 году было 77,1 %). Из 27 активных работали 22 человека (14 мужчин и 8 женщин), безработных было 5 (2 мужчин и 3 женщины). Среди 8 неактивных 4 человека были учениками или студентами, 2 — пенсионерами, 2 были неактивными по другим причинам.